# قائمة الصحف في سلطنة عمان
تاريخ الصحافة في سلطنة عمان تاريخ قصير المدى، مقارنة مع إصدار أول جريدة عربية «جورنال عراق».
فلم تعرف عمان أي نشاط صحفي قبل عام 1970م فلم يكن يصدر في عمان أي صحيفة مطبوعة، إلا نشرة أصدرتها شركة تنمية نفط عمان تحت عنوان (أخبار شركتنا) عام 1967م. ولم تكن هذه النشرة تشمل إلا أخبار موظفي الشركة وأنشطتها المختلفة.
وفي عام 1970م بعد يومين من تولي قابوس بن سعيد الحكم في عمان، صدرت أول نشرة عربية تحمل اسم أخبار عمان، باللغتين العربية والإنجليزية، ولكنها كانت رسمية إلى النخاع ولم تتضمن إلا أخبار السلطنة بالإضافة إلى المراسيم السلطانية والقرارات الحكومية.
ولكن مع مرور الوقت استطاعت الصحافة العُمانية من تحقيق الخطوات الإيجابية والانفتاح أكثر إلى العمل الصحافي وما تقتضيه معطيات العصر الحديث.

## القائمة
تصدر في سلطنة عمان العديد من الصحف المتنوعة باللغتين العربية والإنجليزية، وهي كالتالي:
- جريدة المسار العُمانية www.almasar.om
- Oman Arabic Daily Newspaper - جريدة عمان اليومية
- صحيفة العربي الالكترونية [3]
- صحيفة الاثير الالكترونية[4]
- Oman Arabic Daily جريدة عمان
- جريدة الوطن
- Al Watan Newspaper الوطن
- Shabiba Newspaper - جريدة الشبيبة
- صحيفة الزمن عمان
- جريدة سلطنة عُمان صحيفة يومية
- صحيفة وهج الخليج الالكترونية
- جريدة الحدث العمانية
- جريدة عمانية شاملة مستقلة
- جريدة الرؤية العمانية
- Oman Daily Observer - عمان أوبسرفر
- Times of Oman
- Oman Times
- Al Isbou’a paper Oman - الأسبوع سلطنة عمان
- Oman Economic Review
- Oman Tribune - the edge of knowledge
- Muscat Daily Oman News Headlines
- جريدة أخبار عمان اليوم
- Times of Oman
- BusinessToday Newspaper Oman
- Digital Oman

-دوريات نصف الشهرية:
- الجريدة الرسمية: (1972)

انشأت بموجب مرسوم سلطاني رقم 3 عام 1972م، بإصدار نشرة رسمية في سلطنة عمان تقوم بنشر المراسيم والأنظمة والقرارات الوزارة والإدارية يطلق عليها الجريدة الرسمية، عن دائرة خاصة بوزارة الداخلية والعدلية.

## وصلات خارجية
- "Arab news media online: Oman". Al-Bab.com. مؤرشف من الأصل في 2016-06-30.